# Emilio Mitre (ingeniero)
Emilio Edelmiro Mitre y Vedia (Buenos Aires, 8 de diciembre de 1853-Buenos Aires, 26 de mayo de 1909), fue un ingeniero y periodista argentino. Era hijo del general Bartolomé Mitre y de Delfina Vedia y llevaba el mismo nombre que su tío Emilio Mitre.

## Biografía
Emilio Mitre nació en la ciudad de Buenos Aires el 8 de diciembre de 1853 siendo hijo del que sería futuro presidente Bartolomé Mitre y de Delfina de Vedia, hermana del general Julio de Vedia. Egresó como ingeniero civil de la Universidad Nacional, tras lo cual se lo designó como inspector de telégrafos de la provincia de Buenos Aires, teniendo a su cargo varias líneas en proceso de construcción. Al poco tiempo se dirigió a Europa, para ampliar su formación y supervisar el servicio de corresponsales del diario La Nación, el cual era dirigido por su padre, Bartolomé Mitre. Recorrió diversos países europeos, y en Inglaterra se lo nombró miembro correspondiente del Instituto de Ingenieros Civiles. Tras su regreso a Buenos Aires, continuó ejerciendo su profesión, así como también colaborando en el diario mencionado.
Estuvo involucrado en la revolución de 1880, y fue capitán del regimiento de rifleros de las milicias de Buenos Aires. Integró el directorio del Ferrocarril Oeste de Buenos Aires (que cambiaría su nombre a Ferrocarril Domingo Faustino Sarmiento luego de ser nacionalizado). También tuvo participaciones destacadas en los movimientos revolucionarios de 1890 y 1893. En 1896 fue elegido como diputado nacional por la provincia de Buenos Aires.

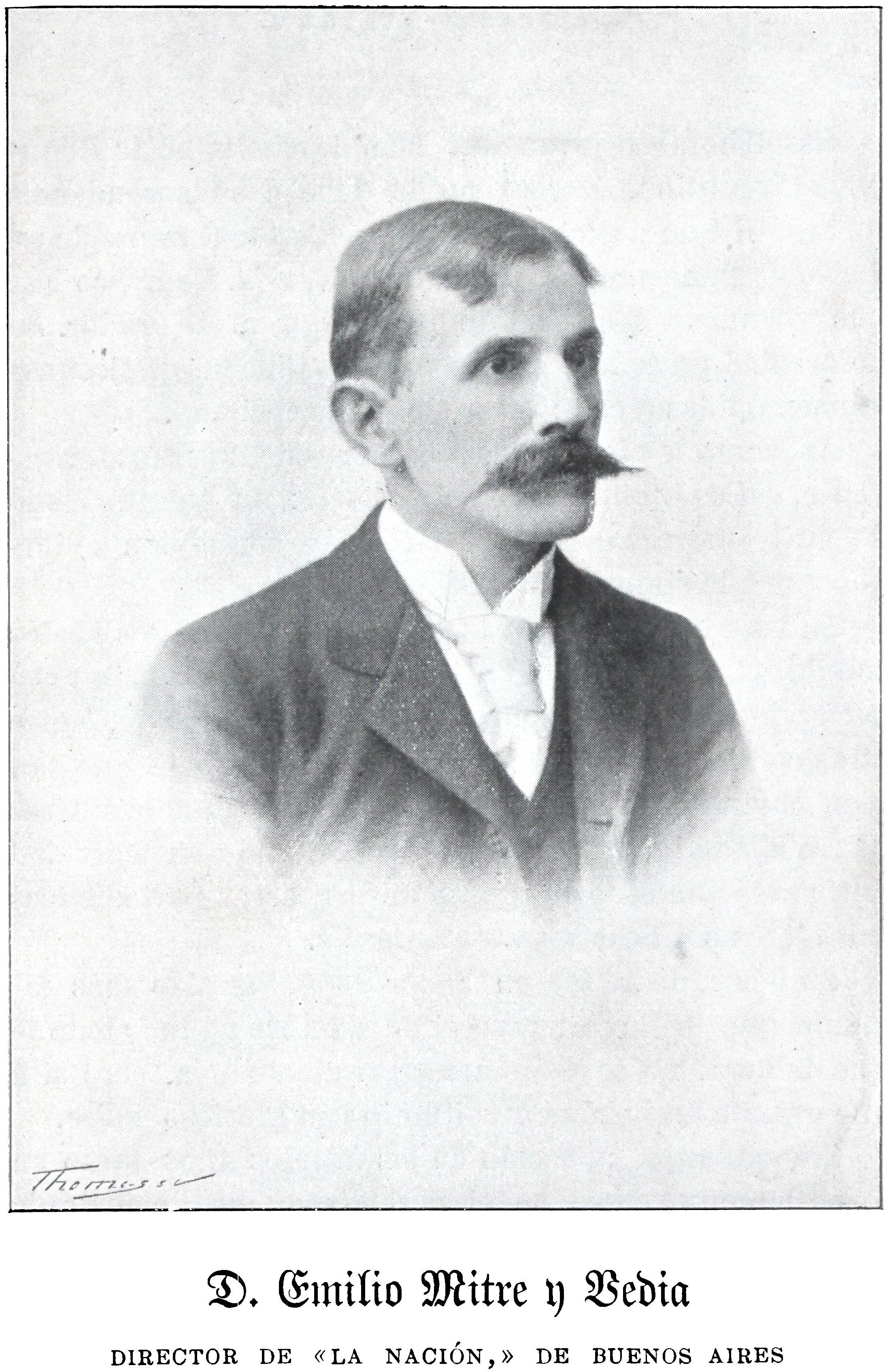
Emilio Mitre en 1900

A partir de 1894 tomó la dirección del diario La Nación, desde donde abogó por la paz entre Chile y Argentina. Continuó en dicho cargo hasta su muerte en 1909. 
El diario La Nación tiene un gran recuerdo de él.
Suele relacionarse a Mitre con el Puerto de Buenos Aires y el
canal del Delta del Paraná.
Útil y necesario para el país parecía, ante todo, en las décadas que siguieron a la organización nacional, promover el desarrollo de su riqueza y acelerar su progreso técnico. Juan María Gutiérrez —designado rector por el general Mitre— había organizado poco antes en la Universidad de Buenos Aires el Departamento de Ciencias Exactas, y a sus aulas acudió Emilio Mitre. Allí hizo sus estudios de ingeniería y los completó luego en Londres. Desde su regreso fue preocupación permanente del joven técnico dedicar sus esfuerzos a la solución de los problemas prácticos que afligían al país. La situación política comenzaba a estabilizarse y el cotejo con los países europeos en pleno desarrollo industrial hacía más visible el retraso en que la Argentina se hallaba. Ferrocarriles, caminos, diques, puertos, telégrafos, todo estaba por hacerse cuando comenzaban a multiplicarse los ganados y las áreas sembradas. Un ingeniero tenía una enorme labor por delante en la Argentina de 1880 y Emilio Mitre comenzó a realizarla. Pero Emilio Mitre no era sólo un técnico. Había crecido al calor de las pasiones políticas y no hubiera podido mantenerse ajeno a ellas en cuanto respetara el ejemplo paterno. A su regreso de Inglaterra —mientras se ocupaba de telégrafos y ferrocarriles— se encontró sumergido en la contienda y aceptó el deber moral de definirse en ella. Tomó las armas en 1880 y siguió a su padre en la corriente de oposición a Roca y Juárez Celman que debía desembocar en la fundación de la Unión Cívica. La revolución del ’90 lo contó entre los que se movieron contra el unicato, contra «el fraude y la violencia», y la política sería desde entonces una de sus permanentes preocupaciones; se manifestó a través de sus campañas periodísticas, de las luchas partidarias, pero se manifestó, sobre todo, en el ahincado estudio de los grandes problemas nacionales, actividad que expresaba en última instancia su manera de entender la política. Dividida la Unión Cívica en 1891, tras el histórico abrazo de Mitre y Roca, se incorporó a las filas de la Unión Cívica Nacional y comenzó a compartir con su padre la jefatura del movimiento, al tiempo que lo sucedía en la dirección de La Nación. Tenía entonces treinta y ocho años y había logrado una temprana madurez, un recio equilibrio y una segura independencia de carácter, virtudes que habían suscitado, como el mejor premio, la admiración paterna.
Pero el político se conjugaba con el técnico en la figura del estadista. Frente a las contingencias de cada día tomaba Emilio Mitre posición sin vacilaciones; mas en cuanto las pasiones se serenaban y recobraba su calma interior volvía a dirigir la mirada a los problemas permanentes del país para coadyuvar a su solución. Obra de estadista fue enfocar el problema de la navegación de los ríos. En 1876 había comenzado la exportación de carnes congeladas, y ese año alcanzó la de cereales las treinta mil toneladas, cifra que llegaría al millón hacia 1890. El crecimiento del volumen del comercio exterior parecía previsible y era necesario poner en condiciones el puerto de Buenos Aires y facilitar el acceso a los puertos del Paraná, que servían a la más importante zona agrícola-ganadera del país. La certidumbre de la trascendencia del problema para el desarrollo de la riqueza nacional movió a Emilio Mitre a estudiar a fondo el sistema de la navegación fluvial, estudio cuyo fruto fue el proyecto de construcción de un canal, excavado en tierra firme, que uniera el cauce del Paraná con las aguas profundas del Plata, evitando los bajíos de la zona del Delta, proyecto cuyos fundamentos y detalles técnicos expuso en los artículos que publicó en La Nación en los últimos días de 1893. La personalidad del autor se afirmaba; era un político con impulsos constructivos, de sostenida preocupación por las necesidades colectivas y más atraído por los problemas fundamentales del país que por las contingencias cotidianas de la política. Su nombre era ya notorio cuando se produjo la conmoción de 1893. Aristóbulo del Valle le ofreció una cartera en el gabinete que, a pedido del presidente Luis Sáenz Peña, constituyó a principios de julio, pero la rechazó porque no quería perder su independencia política; y pocos días después se lo vio sumado a uno de los bandos revolucionarios que se proponían derrocar al gobernador bonaerense. Triunfante el movimiento en cuanto a sus designios inmediatos e intervenida la provincia, la renuncia del gabinete de Del Valle llevó al sector que orientaba Mitre al primer plano en el orden nacional, por la designación de Manuel Quintana como ministro del Interior, y más tarde en la provincia de Buenos Aires, con la elección de Guillermo Udaondo como gobernador y del propio Mitre como senador de la Nación. Poco después la figura de su hijo Emilio cobraría en la Cámara de Diputados un singular relieve.
Desde su aparición en el Parlamento, Emilio Mitre fue reconocido como el primero de los expertos en materia de obras públicas. Por su amplia visión y su capacidad de estudio, su opinión se consideró imprescindible para resolver los numerosos y arduos problemas técnicos que se tornaban impostergables en aquel período de expansión económica. Emilio Mitre se anticipaba a todos previendo las dificultades y las necesidades futuras del país. Y las cuestiones financieras e internacionales que por entonces conmovieron a la República le proporcionaron la ocasión de contribuir con su recto juicio a la ordenación de los problemas nacionales.
En noviembre de 1896 se ocupó en la Cámara de la navegación del Riachuelo, apoyando un proyecto de construcción de esclusas que aseguraran un nivel regular de aguas. Como en ocasiones semejantes, su estudio serio y metódico del problema reveló su contracción a los asuntos públicos, y acaso por eso quiso contar Roca con su colaboración al organizar el gabinete que debía acompañarlo en su segunda presidencia. Una vez más desechó Emilio Mitre los cargos ejecutivos y prefirió atenerse a su labor periodística y par-lamentaria sin contraer responsabilidades de gobierno, que acaso no pudiera compartir con plena tranquilidad de ánimo. Su posición se puso de manifiesto en el memorable debate de octubre de 1899, en el que Emilio Mitre enfrentó al gobierno al tratarse el proyecto de conversión de la emisión fiduciaria presentado por el ministro Rosa. Una documentación acabada sirvió de base a los discursos que pronunció durante dos sesiones consecutivas, en los que se señalaba la preocupación por la abultada deuda pública, por el cariz que tomaban las inversiones extranjeras y por las consecuencias que acarrearía al país una política monetaria a su juicio improvisada y peligrosa. Empero, fue en otro terreno donde alcanzó Emilio Mitre poco después la plenitud de su ascendiente en la vida pública de la Nación. El pleito de límites con Chile había conmovido la conciencia nacional y, a fines de siglo, parecía inminente la guerra. Pactado el arbitraje en 1898, Inglaterra comenzó a cumplir la misión que le asignaron los litigantes, y el coronel Holdich empezó a principios de 1902 a determinar la línea fronteriza sobre el terreno. Ahora la paz parecía estar a un paso, y con ella la esperanza de poder desmovilizar al país; y, sin embargo, abundaban los que creían en la guerra y aun los que parecían desearla. Se decía que el arbitraje no pondría fin a la tensión internacional, y que la política chilena frente a sus vecinos del Pacífico comprometía de manera directa la posición argentina, hasta el punto de que no podría nuestro país desentenderse del problema. Quienes sostenían este punto de vista exigían el mantenimiento de la movilización militar y no faltaba quien insinuara proyectos de futuros repartos territoriales. En ese instante Emilio Mitre creyó necesario establecer con claridad los principios de la política exterior argentina y preparó un meditado editorial para ser publica-do en La Nación, en el que sostenía la tesis de que el problema del Pacífico nos era ajeno y que era imprescindible dar por concluido el conflicto con Chile en el momento en que el árbitro inglés estableciera los límites cordilleranos. Leído y aprobado por su padre, el editorial se publicó el 9 de abril de 1902, con el título El día siguiente del fallo. Era la prosa periodística de Emilio Mitre precisa y categórica, como su oratoria parlamentaria. El planteo honesto y realista a un tiempo del problema, la argumentación sólida y el tono convencido y convincente dieron a aquellas páginas tal vigor que la opinión pública, como galvanizada, rechazó unánimemente la actitud belicista. El país tomó nota ese día de la presencia de este mentor sereno y responsable, para quien la razón constituía el mejor instrumento de la acción política.

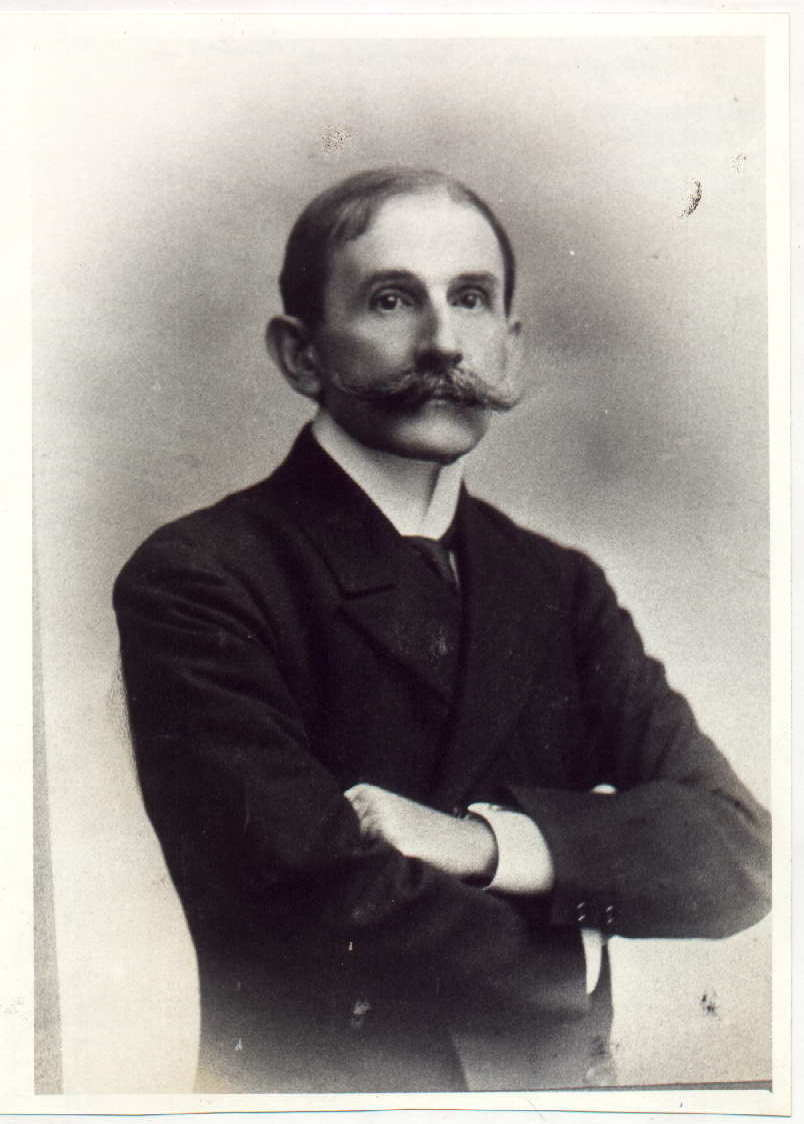
Mitre en 1896

Aunque vigiladas por la razón, vibraban, sin embargo, en su espíritu las pasiones, y la pasión política entre todas, que no era en él ambición de poder, sino como un entusiasmo fervoroso por el destino de la colectividad. Como en 1890, la indignación se apoderó de su espíritu otra vez al contemplar el espectáculo de la usurpación de la voluntad ciudadana, que se preparaba en los círculos áulicos de Roca al expirar su segunda presidencia. Los nombres de los candidatos para sucederle se discutían en juntas de notables, sopesándose las influencias y auscultando la voluntad del presidente de la República, mientras la opinión pública se mantenía ajena e insensible al despojo. Para Emilio Mitre el sistema era la negación del régimen republicano, y acaso por eso quiso que se llamara «republicano» el partido político que constituyó en 1902 para combatir a un tiempo las candidaturas oficiales y la indiferencia ciudadana. El Partido Republicano nació luego de que la Unión Cívica Nacional se disolviera tras el retiro de la política del general Mitre. Algunos miembros del partido como Manuel Quintana (que luego sería elegido por Roca como candidato a presidente) y Antonio Bermejo buscaban continuar el pacto que había entre mitristas y el Partido Autonomista Nacional, mientras que la fracción que encabezaba Emilio Mitre, llamada "Club Popular", junto a otros dirigentes como Guillermo Udaondo, Juan Carballido, Emilio Frers, Norberto Piñero etc, y miembros que provenían de otros partidos como el caso de los ex radicales Lisandro de la Torre y Juan Mamerto Garro buscaban la implementación del sufragio libre y la purificación de la democracia. José Evaristo Uriburu y Guillermo Udaondo fueron los hombres que propuso al país el Partido Republicano para las elecciones de 1904. «Hace un año —decía Emilio Mitre al despedir a los convencionales que los habían elegido— apelamos a la opinión pública para que se congregara en torno a nuestra bandera de principios y se lanzara a la recuperación de los derechos cívicos. Ese día levantamos como tema el imperio del sufragio libre y protestamos virilmente contra el régimen de absorción oficialista que tenía cristalizada la vida pública de la Nación y anuladas sus energías». Con esa bandera fue a la lucha el nuevo partido, y, como era previsible, los resultados contrariaron las aspiraciones renovadoras. Pero el paso estaba dado y serviría para llamar la atención de los que, dentro del régimen, comenzaban, como Carlos Pellegrini y Roque Sáenz Peña, a comprender que era necesario purificar la democracia.
Vencido, siguió combatiendo por los principios. Luchó con sostenida tenacidad para que el país desarrollara su riqueza, porque estaba persuadido de que la transformación social que habría de operar traería consigo el perfeccionamiento político. Pero no quiso ceder un paso en el terreno de los principios, porque sabía que constituyen el único freno capaz de contener las pasiones y los excesos, las declinaciones peligrosas del espíritu ciudadano y las aventuras irresponsables de la política. «La más grave, la más urgente de las cuestiones que tenemos entre manos, la que debe primar sobre todas las otras, bien se trate de obras públicas, de legislación o de tanta reforma que está reclamando el país», así definió Emilio Mitre en su discurso en la Cámara de Diputados la defensa de los privilegios parlamentarios, atropellados por el presidente José Figueroa Alcorta al clausurar el Congreso con la fuerza pública en enero de 1908. Seguro de sus opiniones —»nunca he intervenido en un debate público con un juicio más seguro», decía—, reclamó la enérgica reacción de la Cámara contra la extralimitación del Poder Ejecutivo, porque veía en ella la última expresión de la funesta tendencia a la concentración del poder, negación del principio republicano.

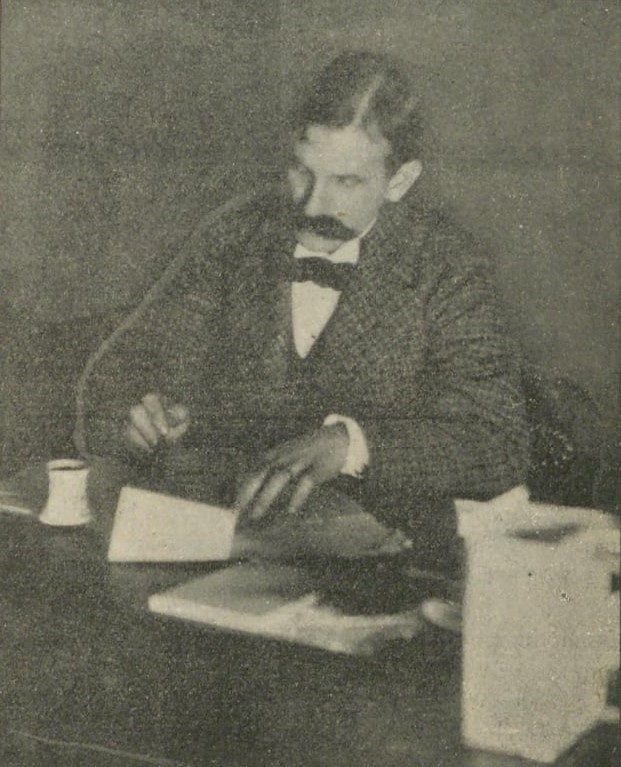
En su escritorio del diario La Nación en 1896

Poco antes se había ocupado de la necesidad de ampliar el puerto de Buenos Aires y había elaborado el proyecto de ley de ferrocarriles. Otros asuntos de interés público demandarían su atención después de aquella intervención en defensa del régimen institucional de la República. Y hasta las vísperas de su muerte apenas hubo asunto importante en cuya dilucidación no participara en busca de soluciones eficaces. Pero las soluciones eficaces tenían para él un límite preciso, determinado por una concepción armónica del desarrollo del país, que se desprende tanto de sus palabras como de sus obras. Buen liberal, creía en el progreso, pero creía más en el espíritu. Su acción política fue reflejo fiel de su personalidad: recta y mesurada, constructiva y eficaz, apasionada y severa. Hombre de su tiempo, heredó de la generación que le precedió la certidumbre de que era necesario construir; cosas que se apoyaran sobre la tierra y normas e ideas que se enraizaran en los espíritus. Entendió la política como una lenta y cotidiana labor constructiva, como un deber propio de su condición de ciudadano, como un tributo debido a la colectividad; y no hizo otra política que aquella a la que se sentía obligado por sus convicciones. No buscó las dignidades ni quiso prevalerse de las circunstancias que le hubieran abierto una brillante carrera de los honores. Vivió tras de su mesa de periodista y tras de su banca de legislador. Y murió en 1909, sirviendo al país, honrado y honorable.
Le dedicaron palabras de despedida los doctores Luis María Drago, por la Cámara de Diputados; José Luis Murature, por La Nación; Santiago Gregorio O’Farrell, por sus amigos políticos y colegas de representación del Partido Republicano; Salvador Oria, por el Círculo de la Prensa; José León Suárez, por el Comité de la Juventud del Partido Republicano; Manuel Carlés y Mariano de Vedia, que habían disentido con él, en los planteamientos políticos; Belisario Roldán, Guillermo White y Pablo Lascano. Se le tributaron honores de general de brigada, y entre los homenajes póstumos la Municipalidad dio su nombre a una calle de la ciudad en el barrio de Caballito.
El libro Principales escritos y discursos del ingeniero Emilio Mitre fue editado en 1910, por la Comisión que tuvo a su cargo el monumento que lo recuerda en el paseo de la Recoleta, inaugurado en 1931, por el presidente provisional teniente general José Félix Uriburu, donde aparece sentado con las piernas cruzadas, como sosteniendo un diálogo con su pueblo. En esa ocasión el doctor Carlos Saavedra Lamas leyó un discurso, Ezequiel Ramos Mejía, lo llamó “constante Ministro de Obras Públicas…”. En los editoriales del diario La Nación del 8 de diciembre de 1953 y 26 de mayo de 1959, se recordó la importancia en la vida política y para el progreso del país, la acción periodística y parlamentaria de Emilio Mitre.

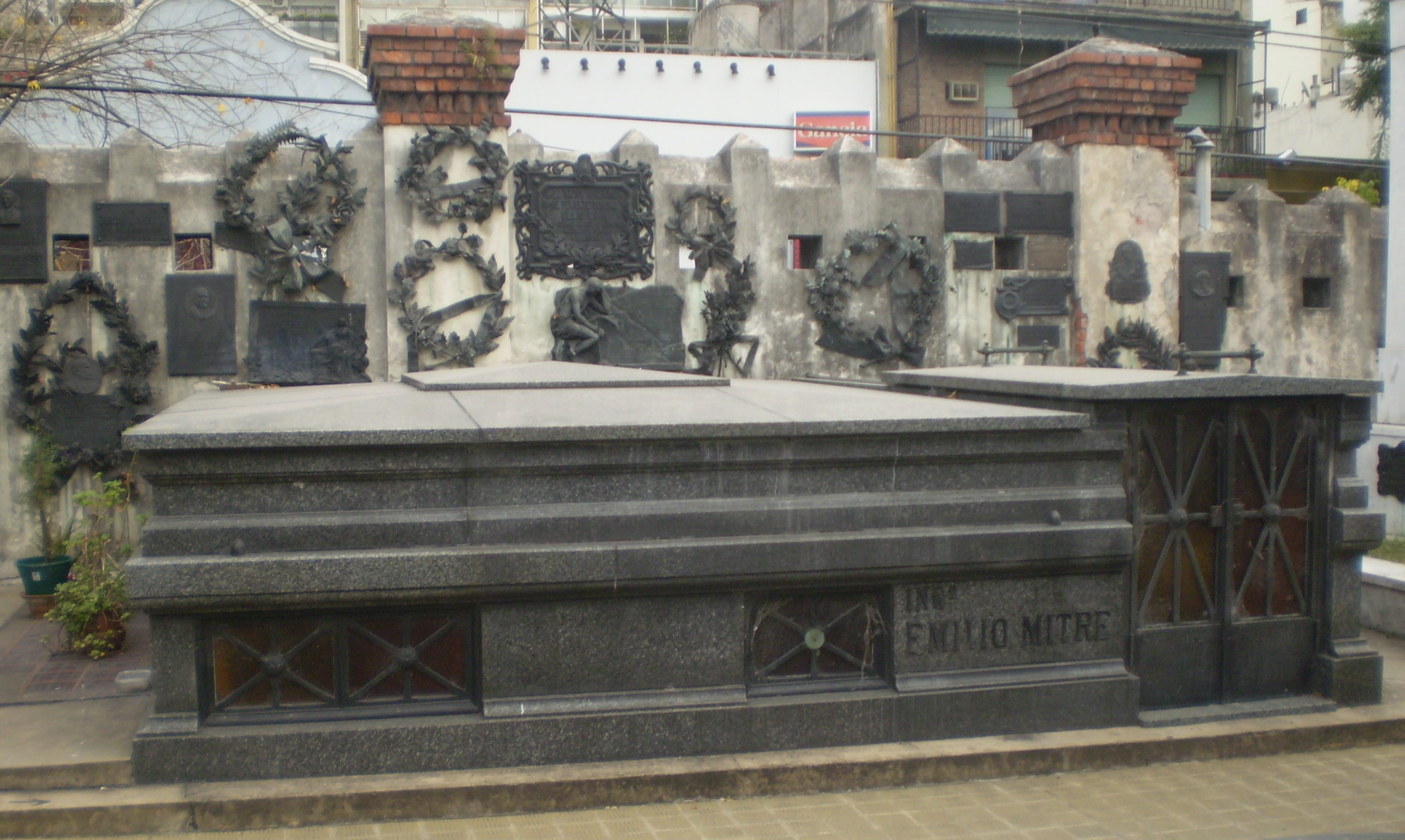
E. Mitre, su tumba en el cementerio de la Recoleta.

## Matrimonio
El 9 de mayo de 1885 contrajo matrimonio en la ciudad de Buenos Aires con Angiolina Astengo Huergo (Bs.As., 20/12/1867-Mar del Plata, 18/02/1943), hija de don Francisco Astengo y de Delfina Ignacia Huergo. El matrimonio no tuvo hijos, pero criaron como tal a su sobrina María Delfina Astengo, quien se casó con don Guillermo H. Moores. Tal matrimonio tampoco tuvo descendencia.  

## Fallecimiento
Emilio Mitre falleció en la ciudad de Buenos Aires el 26 de mayo de 1909 y fue sepultado al día siguiente en la bóveda familiar del cementerio de la Recoleta. 
Luego de su fallecimiento se le tributaron honores de general de brigada, y se le dio su nombre a una calle de la ciudad de Buenos Aires y en el Partido de Campana, a 70 kilómetros de la Ciudad de Buenos Aires. 
Lleva su nombre la Escuela Nacional de Educación Técnica N.º 2 (hoy Escuela de Educación Secundaria Técnica N.º 4) fundada en 1926 y ubicada en la ciudad de San Martín, Buenos Aires.
Se erigió una estatua en su honor en 1931 en el paseo de la Recoleta.